# Mang Zhou (ö i Kina, lat 22,66, long 114,65)
Mang Zhou är en ö i Kina. Den ligger i provinsen Guangdong, i den södra delen av landet, omkring 150 kilometer öster om provinshuvudstaden Guangzhou. Arean är 0,13 kvadratkilometer.
Genomsnittlig årsnederbörd är 1 990 millimeter. Den regnigaste månaden är maj, med i genomsnitt 539 mm nederbörd, och den torraste är oktober, med 15 mm nederbörd.